# 1er mars 1914
Le dimanche 1er mars 1914 est le 60e jour de l'année 1914.

## Naissances
- Bianca Ambrosetti (morte le 30 mai 1928), gymnaste artistique italienne
- Ernest Mercier (mort le 4 mars 2002), agronome et homme politique canadien
- Harry Caray (mort le 18 février 1998), commentateur sportif des Cubs de Chicago
- I. Bernard Cohen (mort le 20 juin 2003), historien des sciences américain
- Iacob Felecan (mort en 1964), footballeur roumain
- Mauk Weber (mort le 14 avril 1978), footballeur néerlandais
- Ralph Ellison (mort le 16 avril 1994), intellectuel et écrivain américain
- Sarita Colonia (morte le 20 décembre 1940), péruvienne à qui on attribue la capacité de réaliser des miracles
- Viljo Heino (mort le 15 septembre 1998), athlète finlandais spécialiste du 10 000 mètres

## Décès
- Charles Ramsay Devlin (né le 29 octobre 1858), personnalité politique canadienne
- Gabriel Dufaure (né le 17 août 1846), homme politique français
- Gilbert Murray Kynynmond Elliot (né le 9 juillet 1845), homme d'État britannique
- Jean-Hubert Pahaut (né le 9 mars 1835), syndicaliste belge
- Jorge Newbery (né le 28 mai 1875), ingénieur et pionnier de l’aviation argentin
- Tor Aulin (né le 10 septembre 1866), violoniste, chef d'orchestre et compositeur suédois